# Matsuura Hisanobu
Matsuura Hisanobu (松浦 久信?; 1571 – 14 ottobre 1602) è stato un daimyō giapponese della fine del periodo Sengoku, appartenente al clan Matsuura.

## Biografia
Figlio di Matsuura Shigenobu, governò l'han di Hirado nella provincia di Hizen. Sua madre, Sono, era figlia del famoso daimyō cristiano Ōmura Sumitada, le cui terre erano confinanti.
Hisanobu e suo padre servirono Toyotomi Hideyoshi durante la campagna Coreana. Durante la battaglia di Sekigahara, Hisanobu si schierò con i Toyotomi, mentre suo padre disertò e si schierò con Tokugawa Ieyasu, dando fuoco al proprio castello a Hirado come gesto di lealtà verso i Tokugawa.
Dopo la battaglia di Sekigahara, Hisanobu venne richiamato per udienza da Ieyasu a Kyoto e morì poco dopo. Qualcuno racconta che gli fu ordinato di compiere seppuku. Fu succeduto dal figlio Matsuura Takanobu.